# Arguello
Arguello (piemontesisch Arguèl) ist eine Gemeinde in der italienischen Provinz Cuneo (CN) der Region Piemont. 

## Lage und Einwohner
Arguello liegt 67 Straßenkilometer nordöstlich von der Provinzhauptstadt Cuneo in der Weinregion Langhe. Das Gemeindegebiet umfasst eine Fläche von 4,92 km² und hat 195 Einwohner (Stand 31. Dezember 2023). Zur Gemeinde zählt auch die Fraktion (Frazioni) Tre Cunei.
Die Nachbargemeinden sind Albaretto della Torre, Cerreto Langhe, Cravanzana und Lequio Berria.

## Geschichte
Das Toponym wird in Dokumenten vom Ende des 12. und Anfang des 13. Jahrhunderts als „Arguellus“ und „Arcuellus“ zitiert. Obwohl Arguello heute eine der kleinsten Gemeinden Italiens ist, blickt sie auf eine tausendjährige Geschichte zurück. Da es das Belbo-Tal dominierte, war es von erheblicher kommerzieller und strategischer Bedeutung, da es ein Tor zur Via Magistra Langarum darstellte, einer römischen Straße, die Alba Pompeia mit dem Ligurischen Meer verband.
Um das Dorf zu schützen, ragte, wie ein Gemälde in der Kirche San Frontiniano beweist, ein heute eingestürzter Wachturm auf dem höchsten Punkt des Hügels, der noch heute „Castel“ genannt wird, hervor.
Im Weiteren war es Gegenstand dynastischer Spaltungen durch verschiedene Familien, darunter die der Cortemilia, Del Carretto, Angioini, Monferrato, die Fürsten von Acaia und schließlich die Savoyer im Jahr 1700.

## Sehenswürdigkeiten
- Die Kirche San Frontiniano, gegründet von den Benediktinermönchen der Abtei San Frontiniano in Alba und urkundlich erwähnt im 12. Jahrhundert
- Die Pfarrkirche der Schutzengel aus dem 18. Jahrhundert, in der noch die Überreste einer alten Burg der Familie Carretto vorhanden sind.
- Die kleine Kapelle San Michele, Symbol der bäuerlichen Religiosität.

## Weinbau
In Arguello wird in beschränktem Maße Weinbau betrieben. Die Beeren der Rebsorten Spätburgunder und/oder Chardonnay dürfen zum Schaumwein Alta Langa verarbeitet werden.